# Nuovo Testamento in lingua aramaica
Esistono due versioni del Nuovo Testamento in aramaico. La più antica è parte della Peshitta, la versione accettata dalla Chiesa nestoriana. La più recente è una nuova traduzione della Società Biblica del Libano. Entrambe le versioni sono traduzioni dal Nuovo Testamento in greco.

## Teoria dell'originale Nuovo Testamento in aramaico
Secondo la tradizione della Chiesa assira d'Oriente, il Nuovo Testamento della Bibbia e/o le sue fonti furono originariamente scritti in aramaico, invece che nel greco koiné con cui ci è pervenuto.
(Jean Carmignac)
Attualmente i principali sostenitori della priorità della Peshitta sono Paul Younan, Andrew Gabriel Roth, Raphael Lataster, James Trimm, Steven Caruso, Primo Vannutelli, P. Martinetti, P. Gaechter, John A. T. Robinson, R. H. Gundry, Jean Carmignac, S. Ben Chorin, R. A. Pritz, R. T. France, A. J. Saldarini, Marie-Émile Boismard, H.J. Schulz, P. Lapide, e gli esegeti della Scuola esegetica di Madrid, come M. Herranz Marco, José Miguel García Pérez e Julián Carrón.
È fondamentale evidenziare che non ci sono pervenuti manoscritti in aramaico, ebraico o siriaco più antichi di quelli greci, di attribuzione non condivisa: tutte le ipotesi attinenti alla priorità aramaica rimangono non corroborate da manoscritti. Rimane dunque ipotetica la lingua di tali fonti (aramaico, ebraico o siriaco, molto simili tra loro) e l'alfabeto (l'alfabeto ebraico classico, detto 'quadrato', era ed è usato dai giudei per scrivere anche l'aramaico, mentre tra i non giudei la lingua aramaica veniva scritta con l'alfabeto siriaco).

### Metodi e argomenti
I sostenitori della priorità aramaica partono dalla constatazione che la lingua di Gesù, i 12 apostoli e gli altri autori del Nuovo Testamento era l'aramaico, non il greco koiné.  
Inoltre, le primissime comunità cristiane comprendevano giudeo-cristiani di lingua aramaica in Palestina. Anche allorquando il cristianesimo si diffuse al di fuori di tale ristretta zona geografica a opera di missionari erranti (in primis Paolo di Tarso), i primi destinatari di tale annuncio erano sempre i giudei, che, se anche parlavano quotidianamente il greco koiné, comprendevano l'ebraico e non disconoscevano i testi aramaici della Mishna e dei Talmud.

### Testimonianze antiche
Antichi scrittori cristiani forniscono valide argomentazioni adottate dai sostenitori della priorità aramaica.
Il vescovo cristiano Papia di Ierapoli (70-130), nell'opera andata perduta "Esegesi delle parole del Signore" (Logiōn kuriakōn exēgēsis), citata da Eusebio di Cesarea, sostiene che "Matteo ordinò (sunetaxato) in lingua ebraica (hebraidi) i detti e li tradusse (hērmēneusen) ciascuno come meglio poté" (Eusebio di Cesarea, Historia ecclestiastica 3,39,16).  .
La menzione della 'lingua ebraica' non deve necessariamente far pensare all'idioma che noi intendiamo come tale.
La menzione di una protoredazione aramaica di Matteo è riproposta da altri autori cristiani successivi a Papia, che verosimilmente non hanno fatto altro che riproporre il contributo di Papia stesso. Ireneo di Lione (circa 130 - 202), nella sua Adversus Haeresis (III,1,2), sostiene che Matteo pubblicò presso gli Ebrei un vangelo scritto nella loro lingua.
In seguito anche Origene  (185 - 254) scrisse commentando i vangeli: "Per primo fu scritto quello secondo Matteo, che... lo pubblicò per i fedeli provenienti dal Giudaismo, dopo averlo composto nella lingua degli Ebrei" (cit. da Eusebio di Cesarea, Historia ecclestiastica 6,25,3-6).
Anche Girolamo (347-420), nel suo De viris illustribus ("Sugli uomini illustri"), al cap. III afferma "Matteo, detto anche Levi, da pubblicano fattosi Apostolo, fu il primo di Giudea che scrisse il vangelo di Cristo, nella lingua degli Ebrei, per quelli che si erano convertiti al giudaismo" (Cit. da "Opere scelte di San Girolamo" a cura di E. Camisani, Torino, 1971, vol. I, pp. 114–115).
Fondamentale è notare che tali testimonianze si riferiscono al solo Vangelo di Matteo e non riguardano la totalità del Nuovo Testamento greco: se anche forniscono una conferma della priorità aramaica, tale conferma è tuttavia solo parziale.

### Fenomeni aramaici
Entrando propriamente nell'analisi del testo del NT, in esso sono ravvisabili numerosi semitismi, vale a dire particolari fenomeni sintattici, linguistici, morfologici propri delle lingue semitiche (ebraico e aramaico), ma estranei alla lingua greca. La presenza dei semitismi è indiscutibile e non ha nulla d'ipotetico. Può essere spiegata anche senza ricorrere alla priorità aramaica, cioè senza ipotizzare una vera e propria proto-redazione aramaica: potrebbe essere infatti possibile che gli scrittori neotestamentari abbiano scritto direttamente in greco, limitandosi solamente a pensare in aramaico.
A un livello ulteriore, proprio dei sostenitori della priorità aramaica e interamente ipotetico, nel NT greco sarebbero ravvisabili alcuni fenomeni che appaiono curiosi presupponendo una diretta redazione nel greco koiné, ma che si appianano presupponendo un prototesto originale aramaico.

### Traduzioni errate
In alcuni loci dove il testo greco del NT appare particolarmente goffo o addirittura incomprensibile sarebbe ravvisabile un fraintendimento dell'originale aramaico. Per esempio: in Rm 5,6-7 è presente un non sequitur.
Il brano suona letteralmente: "Inoltre infatti Cristo essenti noi infermi ancora, nel tempo opportuno per (gli) empi (ασεβων, asebòn) morì. Difficilmente infatti per (un) giusto (δικαίου, dikàiu) qualcuno morirà, per infatti il buono forse qualcuno anche osa morire". 
Sarebbe più logico se il testo dicesse "per (gli) empi morì. Difficilmente infatti per (un) empio qualcuno morirà". 
In effetti, la traduzione siriaca della Peshitta presenta questa lettura, col termine siriaco  ܪܫܝܥܐ  rashey'a, empio, graficamente molto simile a  ܪܫܝܢܐ  reshyana, giusto (cambia solo l'inclinazione di un trattino verticale). È possibile che la Peshitta abbia conservato corretta memoria di una precedente fonte aramaica che può aver dato origine alla errata traduzione greca δικαίου.
Una lettura sbagliata è possibile (anche se meno facile) anche ipotizzando la fonte aramaica scritta in caratteri ebraici anziché siriaci, per cui si avrebbe רשיעא (empio) invece di רשינא (giusto).

### Polisemia
Una parola è polisemica quando può esprimere più significati. È stato ipotizzato che alcune parole polisemiche aramaiche siano state tradotte nel NT greco col significato 'sbagliato', o meglio, legittimo, ma estraneo in quel contesto.
Caso celeberrimo di ipotetica polisemia è quello del cammello che passa per la cruna dell'ago (Mc 10,25; Mt 19,24; Lc 18,25). L'immagine è ovviamente bizzarra. Qualche studioso ha ipotizzato che 'cruna dell'ago' fosse una piccola porta nelle mura di Gerusalemme: in tal caso la parabola sarebbe sicuramente più azzeccata.
Cercando la soluzione a livello linguistico, la parola aramaica גמלא gamal può indicare, polisemicamente, sia il 'cammello' che una 'corda'. L'ipotetico traduttore greco avrebbe in tal caso optato per il senso sbagliato: l'immagine di una corda che passa (o meglio, non passa) per la cruna di un ago è sicuramente più simmetrica della lettura tradizionale proposta.
Di contro, nella letteratura rabbinica antica sono presenti paragoni iperbolici simili:
- "Chi può far passare un elefante per la cruna di un ago?" (Talmud Babilonese, Baba Mezi'a 38b).
- "Non mostrano una palma d'oro, nemmeno un elefante passante per la cruna di un ago" (Talmud Babilonese, Berakoth, 55b).

A loro volta, i sostenitori della priorità aramaica notano che il Talmud fu redatto per iscritto solo in epoca tarda, verso l'inizio del III secolo d.C.: non è da escludere a priori che in tali 'loci' abbia recepito l'errata iperbole del Nuovo Testamento.
Uno studio recente (Leonardi, 2016) ha ipotizzato che il "cammello" gamal e la "cruna dell'ago" qoph corrispondano ai nomi delle due lettere ebraiche gimel e qoph, con riferimento a un analogo simbolismo già presente nella tradizione cabalistica e talmudica dove la lettera gimel rappresenta il ricco che fa l'elemosina, mentre la lettera daleth rappresenta il povero che la riceve.

### Giochi di parole
In alcuni brani del NT, apparentemente normali o goffi, sarebbero ipotizzabili giochi di parole perfettamente sensati in aramaico. 
Per esempio, in Gv 8,39 una retroversione in aramaico mette in luce un gioco di parole che si è perso col greco: "Il padre (אבא, abba) di noi Abramo (אברהם, abraham) è" "Se figli di Abramo siete le opere di Abramo facevate (עבד, `abad)".

### Correnti interne alla priorità della Peshitta
La dicitura 'priorità aramaica' comprende studiosi distinti in varie correnti circa il metodo di ricostruzione del substrato del Nuovo Testamento.

### Priorità della Peshitta
I sostenitori della priorità della Peshitta ritengono che tale versione siriaca sarebbe quella maggiormente vicina al prototesto che ha generato il NT greco. Esponenti di tale teoria sono George Lamsa, Paul Younan , Andrew Gabriel Roth , e Raphael Lataster .

### Priorità critica della Peshitta
Alcuni studiosi hanno un approccio più critico e moderato circa l'effettiva priorità della Peshitta sul testo del Nuovo Testamento: i manoscritti siriaci e quelli greci vengono confrontati criticamente (in primis col criterio della lectio difficilior) per stabilire quali lezioni testimoniano con maggiore probabilità il prototesto. Esponenti di tale corrente sono James Trimm e Joe Viel.

### Un originale perduto
Indica quegli studiosi che indagano lingua, cultura, psicologia aramaica del I secolo d.C. col tentativo di ricostruire il Nuovo Testamento in dialetti contemporanei ai suoi autori. Esponenti di tale corrente sono Matthew Black, Bruce Chilton, Maurice Casey, Géza Vermes, Frank Zimmermann e Steven Caruso .
Secondo tali studiosi, inoltre, le precedenti correnti (priorità della Peshitta e priorità critica della Peshitta) sono mossi nelle loro riflessioni più da motivazioni teologiche che prove testuali verificabili.

### Critica
Nel panorama degli studi biblici contemporanei la priorità della Peshitta rappresenta una corrente minoritaria: la maggior parte degli studiosi ritiene che il Nuovo Testamento sia stato scritto in greco, sebbene alcuni loghia o ipsissima verba, cioè detti attribuiti a Gesù, risultino la traduzione di una tradizione orale aramaica. 
In particolare nel Vangelo di Marco, quello più antico e probabilmente fonte parziale degli altri vangeli, sono presenti sparse e occasionali espressioni aramaiche traslitterate in greco. Tali espressioni possono essere spiegabili con una versione scritta direttamente in greco di fonti trasmesse oralmente, senza dover necessariamente passare per uno stadio intermedio di scrittura aramaica come sostenuto dalla priorità aramaica.

### Sostenitori attuali
Tra i sostenitori attuali della priorità aramaica per quanto riguarda il Nuovo Testamento, abbiamo il Reverendo americano Glenn David Bauscher, che ha fatto una traduzione interlineare dell'intera Peshitta in inglese, e prima del Nuovo Testamento ha inserito tutte le prove che secondo lui dimostrano che almeno il Nuovo Testamento, originale è in aramaico e non in greco koinè.